# الخيول الإثيوبية

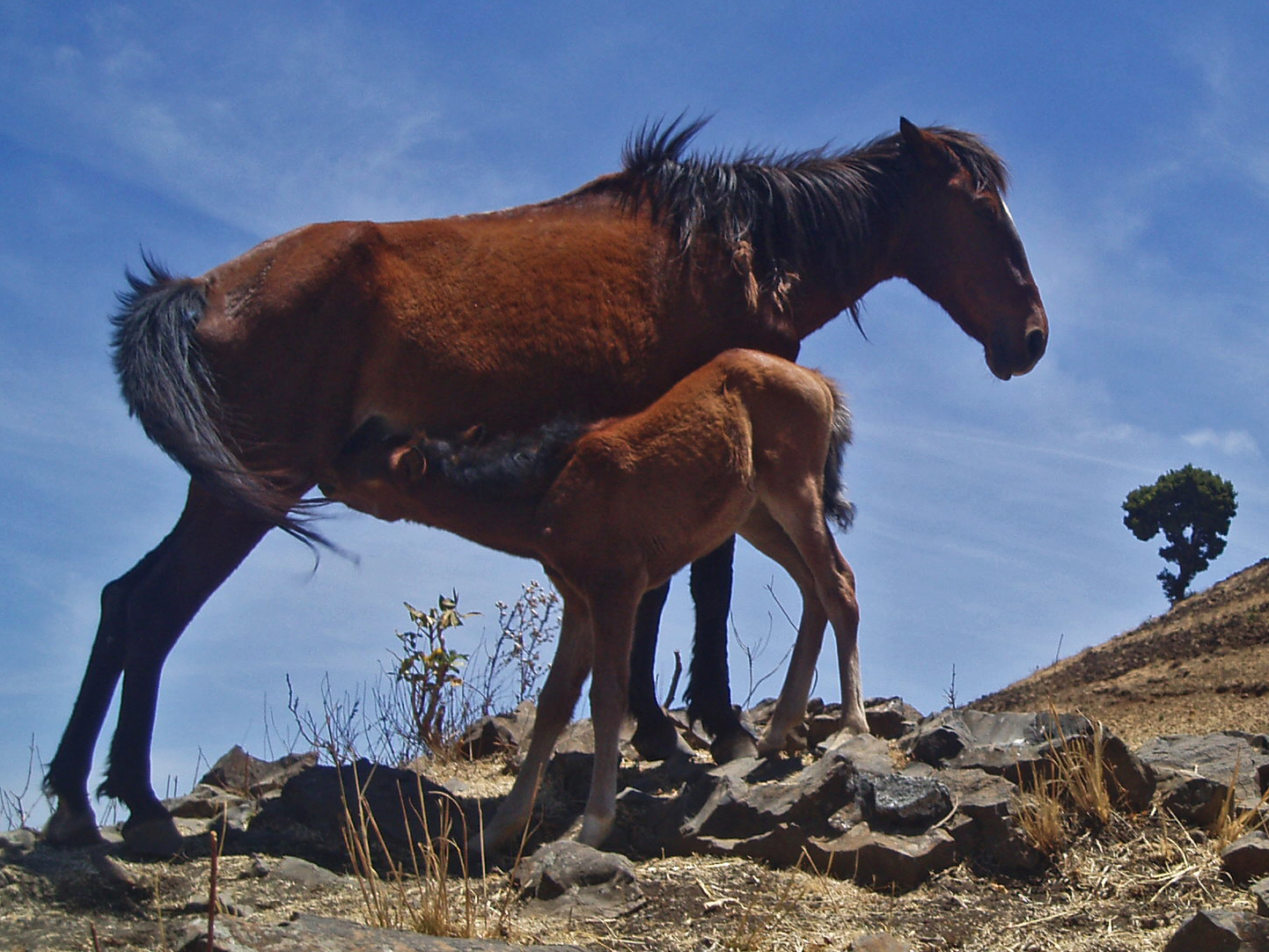
خيول إثيوبيا

خيول إثيوبيا، هي نوع من سلالات الخيول الموجودة في إثيوبيا، كانت تُعرف سابقًا باسم الحبشة، يوجد في إثيوبيا حوالي 2.8 مليون حصان، أكثر من نصف الإجمالي في القارة الإفريقية. 

## التاريخ
الخيول في إثيوبيا وصفت في الماضي بأنها من النوع الفردي، (الحصان الحبشي و الحصان الإثيوبي)، في عام 2012 تم تصنيف خيول إثيوبيا إلى ثمانية سلالات متميزة ذات توزيعات إقليمية مختلفة، بما في ذلك المجموعة الوحشية المهددة بالانقراض.

## الخصائص
توجد عدة سلالات مميزة من الخيول في إثيوبيا، منها:-
سلالة بيل
بيل: حصان لديه شكل ضعيف، مع بطن ثقيل وظهر متأرجح. توجد في المناطق المرتفعة في منطقة بيل في أوروميا، في الجزء الجنوبي من البلاد.
سلالة بورانا
بورانا: هي سلالة من الأراضي المنخفضة يحتفظ بها شعب بورانا أورومو الرعوي، خاصة في منطقة مدينة ميجا في جنوب إثيوبيا. وهو ذو شكل جيد.
سلالة هورو
هورو: هي حصان زراعي ضعيف البنية من منطقة هورو في منطقة أوروميا الغربية، في غرب إثيوبيا.
سلالة كافا
كافا: هي سلالة قوية تتواجد في الغابات المطيرة بمنطقتي شيكا وكيفا في منطقة الأمم والقوميات والشعوب الجنوبية. 
سلالة كوندودو
الكوندودو: هي مجموعة من الخيول الوحشية المهددة بالانقراض، من أصل غير معروف، من منطقة هضبة كوندودو بالقرب من مدينة هرار، في منطقة أوروميا.
سلالة أوجادين
الصومالي أو الأوغادين: هي سلالة جيدة مطابقة من المنطقة الصومالية في إثيوبيا، وتتركز في منطقة مدينة جيجيجا.
سلالة سيلال
سيلال: نسبة إلى المنطقة التي تحمل اسمها، هي سلالة جيدة من خيول الركوب من منطقة شيوا في وسط إثيوبيا.

## المراج
1. ↑  مذكور في: Mason's World Encyclopedia of Livestock Breeds and Breeding. الصفحة: 421. الناشر: المركز الدولي للزراعة والعلوم البيولوجية. لغة العمل أو لغة الاسم: الإنجليزية. تاريخ النشر: 9 مارس 2016. المُؤَلِّف: Valerie Porter.
2. ↑  "200+ Ethiopian Horses Stock Photos, Pictures & Royalty-Free Images - iStock". www.istockphoto.com. مؤرشف من الأصل في 2024-01-01. اطلع عليه بتاريخ 2024-01-01.
3. ↑  "160+ Ethiopian Horses Photos Stock Photos, Pictures & Royalty-Free Images - iStock". www.istockphoto.com. مؤرشف من الأصل في 2024-01-01. اطلع عليه بتاريخ 2024-01-01.
4. ↑  "الخيل والفروسية.. رمز وتراث ثقافي عند القبائل الإثيوبية". العين الإخبارية. 24 أبريل 2019. مؤرشف من الأصل في 2024-01-01. اطلع عليه بتاريخ 2024-01-01.
5. ↑  http://www.fao.org/3/a-i2673t.pdf نسخة محفوظة 2018-09-29 على موقع واي باك مشين.
6. ↑  "Knowledge Repository ::Home". openknowledge.fao.org. مؤرشف من الأصل في 2024-04-27. اطلع عليه بتاريخ 2024-11-14.
7. 1 2  "Ethiopian horses". Wikipedia (بالإنجليزية). 24 Feb 2024.
8. ↑  Lemma, Alemayehu (2004). Case Studies on Reproductive Activity of Equines in Relation to Environmental Factors in Central Ethiopia (بالإنجليزية). BoD – Books on Demand. ISBN:978-3-8334-1397-1.